# آمانولینیک اسید
آمانولینیک اسید (به انگلیسی: Amanullinic acid) با فرمول شیمیایی C۳۹H۵۳N۹O۱۳S یک ترکیب شیمیایی با شناسه پاب‌کم ۱۷۱۳۴۹ است. که جرم مولی آن ۸۸۷٫۹۶ g/mol می‌باشد. 